# Jermolajew Jer-2
Die Jermolajew Jer-2 (russisch Ермолаев Ер-2) war einer der wenigen Langstreckenbomber, die im Zweiten Weltkrieg von der Sowjetunion entwickelt und eingesetzt wurden.

## Geschichte
Robert L. Bartini, ein in der UdSSR lebender italienischer Kommunist, entwickelte 1937 mit seinen Mitarbeitern das Ganzmetall-Passagierflugzeug Stal-7, das einige sehr erfolgreiche Langstreckenflugtests absolvierte. Aufgrund der hohen Reichweite dieses Typs wurde beschlossen, eine militärische Ausführung zu entwickeln. Die Aeroflot schuf eigens für diese Aufgabe ein Entwicklungsbüro, dessen Leitung Wladimir G. Jermolajew, der bereits zum Kollektiv von Bartini gehört hatte, übernahm.
Ende 1939 wurde mit der Konstruktion begonnen, bereits am 14. Mai 1940 startete der erste Prototyp mit Nikolai Schabanow unter der Bezeichnung DB-240 (Dalni Bombardirowschtschik = Fernbomber) mit zwei M-103-Motoren ausgerüstet zu seinem Erstflug. Im Verlaufe der Erprobung wurden die Antriebe gegen M-105-Motoren ausgetauscht. Im Oktober 1940 ging das Muster mit dem M-105 ausgerüstet in die Serienproduktion. Bei Beginn des Großen Vaterländischen Krieges waren zwei Regimenter unter den Kommandos von Nowodranow und Gussew mit insgesamt 128 (71?) Flugzeugen ausgerüstet und in Smolensk stationiert. Die Besatzungen rekrutierten sich aus Angehörigen der Aeroflot und anderer ziviler Luftfahrtorganisationen.
In der Anfangsphase der Kämpfe wurde die zum Beginn der Produktion in Jer-2 umbenannte Maschine zu Fernangriffen auf Berlin ebenso eingesetzt wie auch als taktischer Frontbomber, der zur Unterstützung der eigenen Bodentruppen operierte. So flogen einige Jer-2 des 420. Fernbombenfliegerregiments (DBAP) zusammen mit fünf TB-7 des 432. DBAP in der Nacht zum 11. August 1941 einen der ersten sowjetischen Luftangriffe auf die deutsche Hauptstadt. Ende 1941 musste das Produktionswerk Nr. 18 von Woronesch nach Kuibyschew evakuiert werden; bis dahin waren 71 Flugzeuge an die Luftstreitkräfte geliefert worden. Die Produktion wurde 1943 im Werk Nr. 39 in Irkutsk wieder aufgenommen, wo bis 1945 weitere 391 Stück entstanden.
1942 wurden Versuche unternommen, durch den Einbau von leistungsstärkeren AM-35-, AM-37- sowie M-120-Motoren die Zuladung zu erhöhen, was jedoch nur geringe Erfolge brachte. Ende 1943 erschien ein mit Tscharomski ATsch-30B-Dieseltriebwerken ausgerüstetes Serienmodell an der Front, das endlich die ersehnte Steigerung erbrachte und in einer Stückzahl von 300 Maschinen gebaut wurde. Dieses Modell wurde während der bis 1944 laufenden Produktion ständig verbessert und war zugleich die letzte Serienversion der Jer-2.
Als Wladimir Jermolajew am 31. Dezember 1944 starb, wurde sein OKB aufgelöst und die Mitarbeiter in das Konstruktionsbüro von Pawel Suchoi übernommen.
Nach dem Krieg dienten die Flugzeuge auch als Versuchsträger, so wurden beispielsweise an Jer-2 angebrachte Nachbauten deutscher Pulsstrahltriebwerke, die an der V1 zum Einsatz gekommen waren, als mögliche Antriebe getestet.

## Varianten

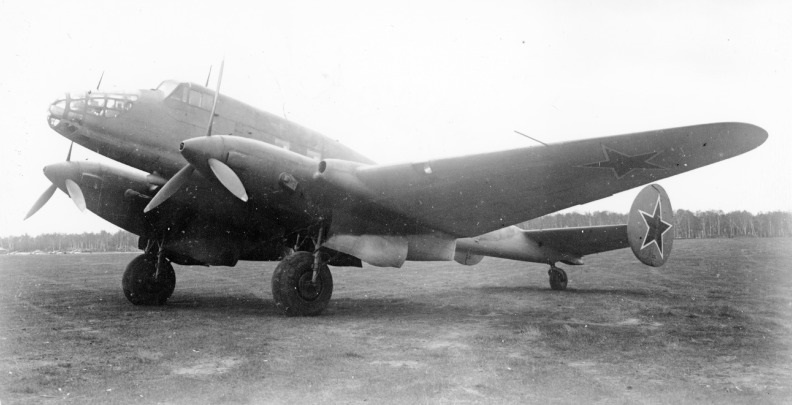
Jer-2ON

Im Jahr 1944 entstand eine Sondervariante für 18 Passagiere unter der Bezeichnung Jer-2ON (Ossobowo Nasnatschenija = für spezielle Aufgaben), von der aber nur drei Stück gebaut wurden. Eine etwas vergrößerte Weiterentwicklung mit symmetrisch angeordneter Kabine und größeren Seitenleitwerksscheiben erschien Anfang 1945 unter der Bezeichnung Jer-4 oder „Nr.11“. Sie verfügte über zwei ATsch-30BF-Dieseltriebwerke mit verändertem Kühlsystem und blieb ein Prototyp.

## Technische Beschreibung
Die Jer-2 war ein vollständig in Ganzmetallbauweise hergestelltes Flugzeug in Tiefdeckeranordnung; es war freitragend und besaß einen Knickflügel ähnlich der deutschen Ju 87. Das Leitwerk war ebenfalls freitragend und hatte zwei an Endscheiben montierte Seitenleitwerke. Das Hauptfahrwerk konnte in die Triebwerksgondeln eingezogen werden, das Heckrad war starr angebracht.

## Technische Daten

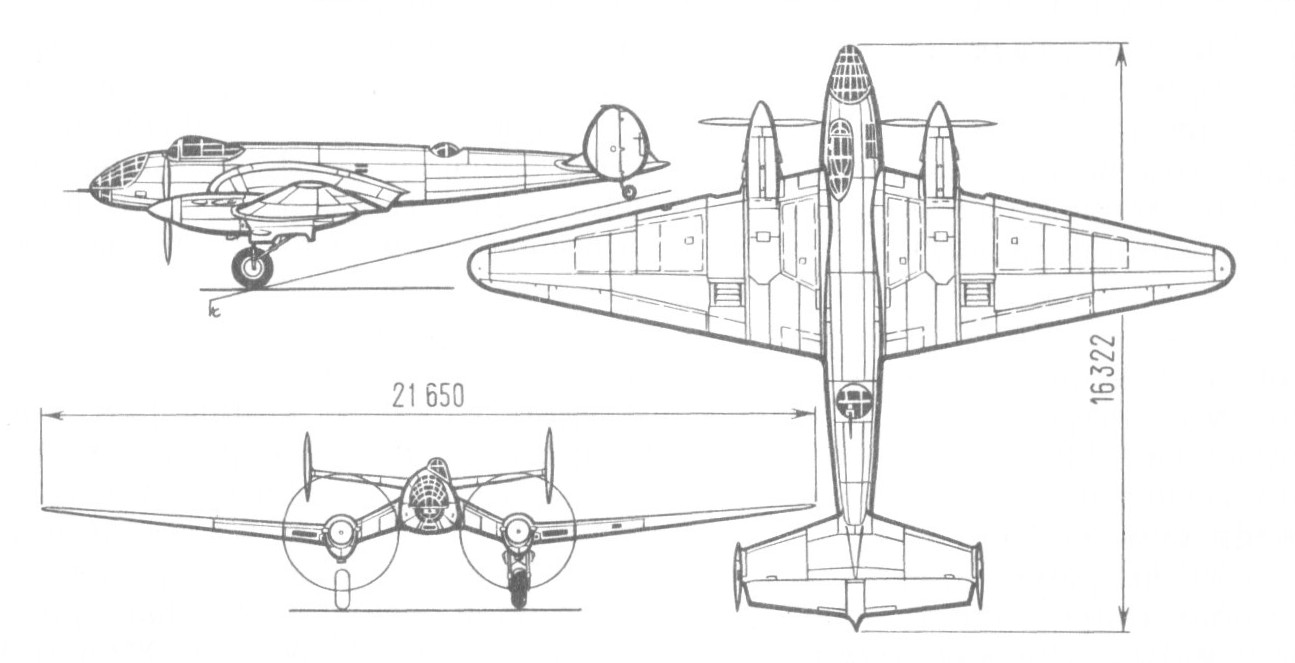
Dreiseitenansicht

| Kenngröße             | Jer-2 (1940)                       | Jer-2 (1943)                                                      |
| --------------------- | ---------------------------------- | ----------------------------------------------------------------- |
| Besatzung             | 4                                  | 5                                                                 |
| Spannweite            | 23,00 m                            | 23,00 m                                                           |
| Länge                 | 16,40 m                            | 16,40 m                                                           |
| Flügelfläche          | 72,0 m²                            | 73,1 m²                                                           |
| Flügelstreckung       | 7,3                                | 7,2                                                               |
| Leermasse             | 7.200 kg                           |                                                                   |
| Startmasse            | normal 12.520 kg maximal 14.150 kg | normal 14.850 kg maximal 18.580 kg                                |
| Antrieb               | zwei V-Motoren Klimow M-105        | zwei Dieselmotoren Tscharomski ATSch-30B                          |
| Startleistung         | je 1.100 PS (809 kW)               | je 1.500 PS (1.103 kW)                                            |
| Höchstgeschwindigkeit | 437 km/h in 4.000 m Höhe           | 420 km/h in 6.000 m Höhe                                          |
| Reisegeschwindigkeit  | 335 km/h in 4.650 m Höhe           | 335 km/h in 4.000 m Höhe                                          |
| Landegeschwindigkeit  | 126 km/h                           |                                                                   |
| Start-/ Landestrecke  | 600 m / 750 m                      |                                                                   |
| Gipfelhöhe            | 7.700 m                            | 7.200 m                                                           |
| Reichweite            | 4.000 km                           | 5.000 km                                                          |
| Bewaffnung            | ein 12,7-mm-MG zwei 7,62-mm-MG     | eine 20-mm-MK SchWAK zwei 12,7-mm-MG                              |
| Bombenlast            | maximal 5.000 kg                   | normal 3.000 kg maximal 5.000 kg oder zwei FAB-1000-Bomben extern |